# Abang (Mfou)
Pour les articles homonymes, voir Abang.
Abang est une localité de la région du Centre au Cameroun, localisée dans la commune de Mfou et le département de la Méfou-et-Afamba.

## Population
En 1965, Abang comptait 95 habitants, principalement des Tsinga.
Lors du recensement de 2005, ce nombre s'élevait à 136.